# دولت‌آباد (هویزه)
دولت‌آباد روستایی در دهستان هویزه شمالی بخش مرکزی شهرستان هویزه استان خوزستان ایران است.

## جمعیت
بر پایه سرشماری عمومی نفوس و مسکن در سال ۱۳۹۵ جمعیت این روستا ۸۲ نفر (۱۹خانوار) بوده‌است.